# Kagetsu Tohya
Kagetsu Tohya (歌月十夜 Kagetsu Tōya?,  Diez días de la luna cantante) es una novela visual desarrollada por Type-Moon, es la secuela de Tsukihime.

## Argumento
Kagetsu Tohya consiste de "Twilight Glass Moon, Fairy Tale Princess", la historia principal más larga con muchas rutas, y muchas historias cortas que son desbloqueadas una tras otra después de que sucedan distintos eventos en la historia principal. Diez de esas historias de combinan como "Ten Nights of Dream".

### Twilight Glass Moon, Fairy Tale Princess
Un año después de los eventos de Tsukihime (supuestamente del "final bueno" de la ruta de Arcueid, ya que ninguno de los personajes están muertos), Shiki es una víctima de un accidente. Después de este accidente, Shiki despierta en un extraño sueño en el que se repite el mismo día una y otra vez. Hay infinidad de finales para el día, pero siempre se empieza de nuevo después de cada día. Finalmente, Shiki descubre que debe encontrar a Len, la creadora de los sueños, si quiere escapar.
El modo de juego es mucho más dinámico que en Tsukihime. Se utiliza un sistema muy diferente en el que el jugador pasa a través de cada uno de los días de Shiki en el sueño. El número de opciones presentadas al jugador en Kagetsu Tohya también es significativamente mayor que en Tsukihime. Además, debido a la estructura de la trama, el plazo de Kagetsu Tohya no es lineal como Tsukihime, sino circular, es decir, después de completar un "día" en el sueño de Shiki, su estado se guarda automáticamente y tienes que jugar el mismo "día" de nuevo, pero con diferentes opciones. Los días no avanzan, sino que cada vez que se completa al día, lo que se ha logrado en ese día se guarda en el ordenador. Con el tiempo, se encontrará con el final del juego después de haber logrado todo lo que viene antes de ella.

### Ten Nights of Dream
Las primeras siete de estas historias fueron escritas por Kinoko Nasu al igual que el resto de Kagetsu Tohya, mientras que las últimas tres son contribuciones de otros, esencialmente fanfiction. Se desconoce si esas historias son consideradas auténticas partes de la historia. Por supuesto, algunas de ellas obviamente no lo son, como Imogirisou y Ciel-sensei. Aunque es posible que la información fundamental sí lo sea. (Como Nanako-can y el pasado de Arihiko, junto con las explicaciones para ciertos hoyos de la trama otorgadas por Ciel-sensei, por ejemplo cómo Chaos y Arcueid llegaron a Japón).
Good Luck, Ciel-senseiCiel les enseña al resto de los personajes en su rol como Ciel-sensei de Tsukihime. La historia es básicamente una comedia, reflexionando sobre partes de la serie en forma de preguntas. También explica hoyos de la trama.
A Story for the EveningAkiha resuelve un misterio en su colegio. Esta historia es una secuela a su final verdadero en Tsukihime, Hay una leyenda urbana en el colegio que trata sobre poner maldiciones y un viejo buzón. Tsukasa, otra estudiante del mismo colegio, puso una maldición sobre Akiha pero teme que ella la descubra, e intenta matarla empujándla desde el techo. Akiha sobrevive gracias a sus poderes sobrehumanos y Tsukasa se escabulle en la noche para matarla con un cuchillo, pero Akiha sobrevive otra vez y vence a Tsukasa. Al final de la historia, se le informa a Akiha que Ciel salvó la vida de Tohno Shiki y que él regresaría a final del año. Akiha se dedica a hacer crecer su cabello negro otra vez, el cual había cortado luego de que Tsukasa le cortase una parte con su cuchillo.
Crimson MoonUn vistazo a la historia de Arcueid como un verdadero ancestro, y su primer encuentro con Roa. Esta historia tiene a Roa como protagonista y se lo muestra de una forma menos antagonística.
Nanako-chan SOSNanako (el espíritu de la séptima escritura sagrada, también conocida como Seven) se escapa de Ciel y se oculta en la casa de Arihiko. En esta historia Arihiko es el protagonista y se revela cómo se conocieron él y Shiki en el pasado. Ciel vuelve a llevarse a Nanako a final de la historia.
ImogirisouUna parodia del juego de horror Otogirisō con Shiki, Akiha, Hisui y Kohaku.
Flower of ThanatosUna escena sexual explícita con Shiki y Hisui o Kohaku, o ambas.
Hisui-chan, Inversion Impulse!Hisui se vuelve loca con resultados hilarantes. Basado en el final bueno de Hisui.
The Tohno Family Con GameCasi todos los personajes juegan a las atrapadas de una forma muy elaborada. Incluso los villanos, principales y secundarios, participan. Kohaku usa sus atributos y su inteligencia para ganar el juego.
DawnLa historia continuada de la chica devorada por Nrvnqsr Chaos en el parque en Tsukihime. Ella también tiene el reality marble de Nrvnqsr, Lair of the beast king, lo cual le permite usar sus animales. La primera parte de la historia le hace creer al lector que está jugando el papel de Tohno Shiki, hasta que Arcueid sospecha que el protagonista no es él. La chica acaba muriendo a manos de Tohno Shiki sin estar al tanto de nada más que su naturaleza como vampiro. Muere felizmente en los brazos de su hermana.